# تيغانمين
تيغانمين (بالإنجليزية: Tighanimine)‏ بلدية بولاية باتنة تقع في الجزء الشمال الشرقي من بلدة الجزائر.